# Concerto Italiano (gruppo musicale)
Il Concerto Italiano è un gruppo vocale-strumentale italiano specializzato nell'esecuzione di musiche madrigalistiche e barocche.

## Il gruppo
Il gruppo, fondato da Rinaldo Alessandrini che ne è tuttora il direttore, ha iniziato la sua attività con un repertorio comprendente la musica madrigalistica da Marenzio a Monteverdi, per poi giungere anche all'esecuzione di musiche strumentali barocche arrivando a Bach e a Vivaldi. Analogamente il gruppo si andato ampliando aggiungendo diversi strumentisti ai cantanti del gruppo originario. In circa venti anni di attività, il Concerto Italiano ha svolto intensa attività concertistica, sia in Italia che all'estero (Europa, Asia e America).

## Discografia parziale
La discografia inserita è solo un elenco parziale dei diversi generi eseguiti dall'ensemble.
- 1992 - Claudio Monteverdi, Sesto libro dei madrigali (Arcana)
- 1993 - Claudio Monteverdi, Quarto libro dei madrigali (Naïve)
- 1993 - Alessandro Scarlatti, Cain overo il Primo Omicidio (Opus 111)
- 1994 - Girolamo Frescobaldi, Arie musicali (Opus 111)
- 1994 - Orlando di Lasso, Villanelle, moresche ed altre canzoni (Opus 111)
- 1994 - Luca Marenzio, Madrigali a quattro voci - Libro primo (Opus 111)
- 1994 - Claudio Monteverdi, Secondo libro dei madrigali (Naïve)
- 1995 - Girolamo Frescobaldi, Primo libro dei madrigali (Naïve)
- 1995 - Adriano Banchieri, Festino nella sera del giovedì grasso avanti cena / Alessandro Striggio, La Caccia, "Il cicalamento delle donne al bucato"
- 1996 - Claudio Monteverdi, Quinto libro dei madrigali (Naïve)
- 1997 - Johann Sebastian Bach, Concerti per cembalo (Opus 111)
- 1998 - Claudio Monteverdi, Ottavo libro dei madrigali (Naïve)
- 1998 - Antonio Vivaldi, Concerti per archi (Tactus)
- 2001 - Luca Marenzio, Madrigali (Opus 111 / Naïve)
- 2002 - Claudio Monteverdi, Musica Sacra; Le Passioni dell'Anima (Naïve)
- 2002 - Domenico Scarlatti, Stabat Mater a 10 voci (Naïve)
- 2002 - Antonio Vivaldi, L'Olimpiade (Opus 111)
- 2002 - Antonio Vivaldi, La Senna festeggiante (Opus 111)
- 2003 - Claudio Monteverdi, Vespri per l'Assunzione di Maria Vergine
- 2004 - Antonio Vivaldi, Vespri Solenni per la Festa dell'Assunzione di Maria Vergine (Naïve)
- 2004 - Claudio Monteverdi, Vespro della Beata Vergine (Naïve)
- 2005 - Claudio Monteverdi, Sesto libro dei madrigali (Naïve)
- 2005 - Johann Sebastian Bach, Concerti brandeburghesi (Naïve)
- 2007 - Claudio Monteverdi, L'Orfeo (Naïve)